# Конзервисање
Конзервисање (лат. conservatio - одржавање, чување) подразумева физичке или хемијске мере којима се заштићују храна, биљна влакна, кожа, крзно, лепкови, боје, мирисне материје, дрво, сточна храна и др. од трулежи, распадања, превирања, плеснивости и других штетних промена. Све побројане и друге материје су органска једињења или смеше које служе као храна бактеријама које под погодним условима изазивају труљење тих материја, при чему се развијају гасови непријатног мириса, постепено долази до хемијског распадања, па производ постаје неупотребљив. Да би се поменути и други производи заштитили од пропадања, они се конзервишу на различите начине; нпр., за конзервирање намирница примењују се следећи поступци:
- 1) Коришћење ниских температура, које онемогућавају развијање микроорганизама, а садржај витамина не опада; искоришћење калцијума и гвожђа у смрзнутом производу је побољшано; користи се обавезно при складиштењу, одн. транспорту сировог меса, рибе и јаја, а нешто мање воћа и поврћа.
- 2) Врло је раширен поступак конзервирања на високим температурама јер се тако убијају микроорганизми који изазивају труљење прехрамбених производа. Постоје две методе: стерилизација и пастеризација.
- 3) Конзервирање хемијским средствима, нпр.: усељавање, препарирање шећером, саламурење, димљење, додавањем квалитетних конзерванса итд.
- 4) При конзервирању врењем, одн. превирањем (кисељење купуса, силирање сточне хране и си.), настају киселине (млечна, бутерна) које спречавају деловање микроорганизама који изазивају труљење.
- 5) Конзервација хране гама зрачењем. Зрачењем се уништавају инсекти и њихова јаја, а знатно (до потпуно, зависно од дозе) се смањује број микроорганизама.

За конзервирање се могу користити и заштитни гасови, примена механичке стерилизације помоћу ултрафилтера итд. Оснивач конзервне технике је Француз Никола Апер, који је 1804. конзервисао месо и поврће у стакленим теглама за потребе француске војске (за шта је од Наполеона добио награду). За производе који не служе за исхрану, а треба их конзервирати, могу се употребни врло ефикасна отровна средства, нпр., арсенова једињења (препарирање животиња и птица); катрански производи за импрегнацију и конзервирање дрвета.
За неке методе презервације хране је познато да стварају карциногене. Године 2015, Међународна агенција за истраживање рака Светске здравствене организације класификовала је прерађено месо, тј. месо које је подвргнуто засољавању, ферментисању, и димљењу, као „карциногено за људе“.